# Дніпропетровський клан

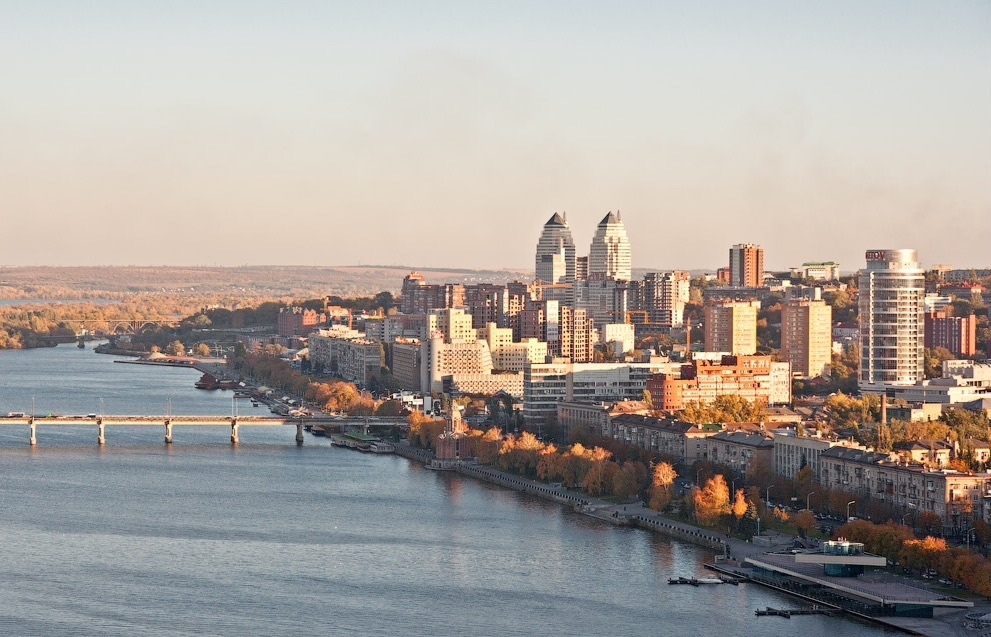
Місто Дніпро

Дніпропетро́вський кла́н — кримiнальна фінансово-політична група, що мала великий вплив в СРСР та має в Україні починаючи з 1960-х років.
В різний час до групи відносили: Л.І. Брежнєва, В.В.Щербицького, Л.Д. Кучму, П.І. Лазаренка, Ю.В. Тимошенко, О.В. Турчинова та інших.
Представники клану, що постали на ґрунті колишньої партноменклатури та червоних директорів, обіймали і обіймають керівні посади держави, досягли значних успіхів в побудові фінансово-промислових груп наприкінці 90-х.

## Історія
З 8 квітня 1966 по 10 листопада 1982 Генеральний секретар ЦК КПРС Леонід Брежнєв.
З 25 травня 1972 по 28 вересня 1989 Перший секретар ЦК КПУ Володимир Щербицький.
З 19 липня 1994 по 23 січня 2005 Леонід Кучма займав пост Президента України. Отримавши повноту влади, він створив стійку корупційну олігархічну систему.
15 жовтня 1995 вбито кримінального авторитета, лідера конкуруючого «донецького клану», Ахатя Брагіна.
З 28 травня 1996 по 18 червня 1997 Павло Лазаренко займав пост Прем'єр-міністра України. 14 вересня 1998 Генеральна прокуратура України порушила кримінальну справу проти П. Лазаренка за розкрадання державного майна в особливо великих розмірах. Правосуддя Швейцарії засудило П. Лазаренка до ув'язнення за відмивання грошей у банках Швейцарії.
12 вересня 2000 вбито журналіста Ґеорґія Ґонґадзе.
З 4 лютого 2005 по 8 вересня 2005 — перше Прем'єрство Юлії Тимошенко.
З 18 грудня 2007 по 11 березня 2010 — друге Прем'єрство Юлії Тимошенко.
З 22 лютого 2014 по 27 листопада 2014 — Олександр Турчинов на посаді Голови Верховної Ради України. Також з 23 лютого 2014 по 7 червня 2014 року — виконувач обов'язків Президента України.
Фактично, у цей період О. В. Турчиновим об'єднані посади очільника Парламенту (Голова Верховної Ради), керівника Уряду (координатор роботи Кабінету Міністрів), президентська влада (в.о. Президента). Таким чином, його можна називати особою, що де-юре (але не де-факто) сконцентрувала найбільші в новій історії України повноваження. Ці повноваження надалися Турчинову в надзвичайний період української історії, в обхід принципу розподілу державної влади і без жодного публічного обговорення.
За його словами, він «не прагнув цих посад і після відновлення виконавчої влади, якій буде довіряти народ, готовий відразу ж подати у відставку».
21 квітня 2019 Володимир Зеленський перемагає на президентських виборах в Україні.
21 липня 2019 на позачергових виборах до Верховної ради України партії «Слуга народу», «Батьківщина» та «Голос», яких прямо чи побічно підтримували Л. Кучма, В. Пінчук та І. Коломойський, отримали більшість в парламенті. Дніпропетровський клан вперше в історії отримав всю повноту законодавчої і виконавчої влади в Україні.

## Класифікація

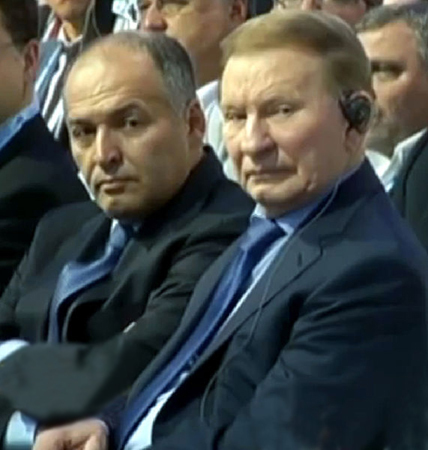
Віктор Пінчук i Леонід Кучма

Виділяють наступні покоління «Дніпропетровського клану»[джерело?]:
1. Перше покоління: Леонід Брежнєв, Володимир Щербицький.
2. Друге покоління: Леонід Кучма, Павло Лазаренко, Віктор Медведчук, Валерій Пустовойтенко, Юлія Тимошенко
3. Третє покоління: Олександр Турчинов, Сергій Тігіпко, Ігор Коломойський, Геннадій Боголюбов, Віктор Пінчук, Володимир Яцуба, Леонід Деркач, Андрій Деркач, Олег Дубина
4. Четверте покоління: Володимир Зеленський

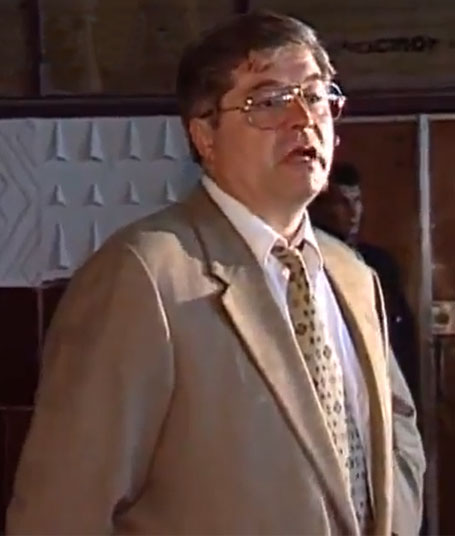
Павло Лазаренко
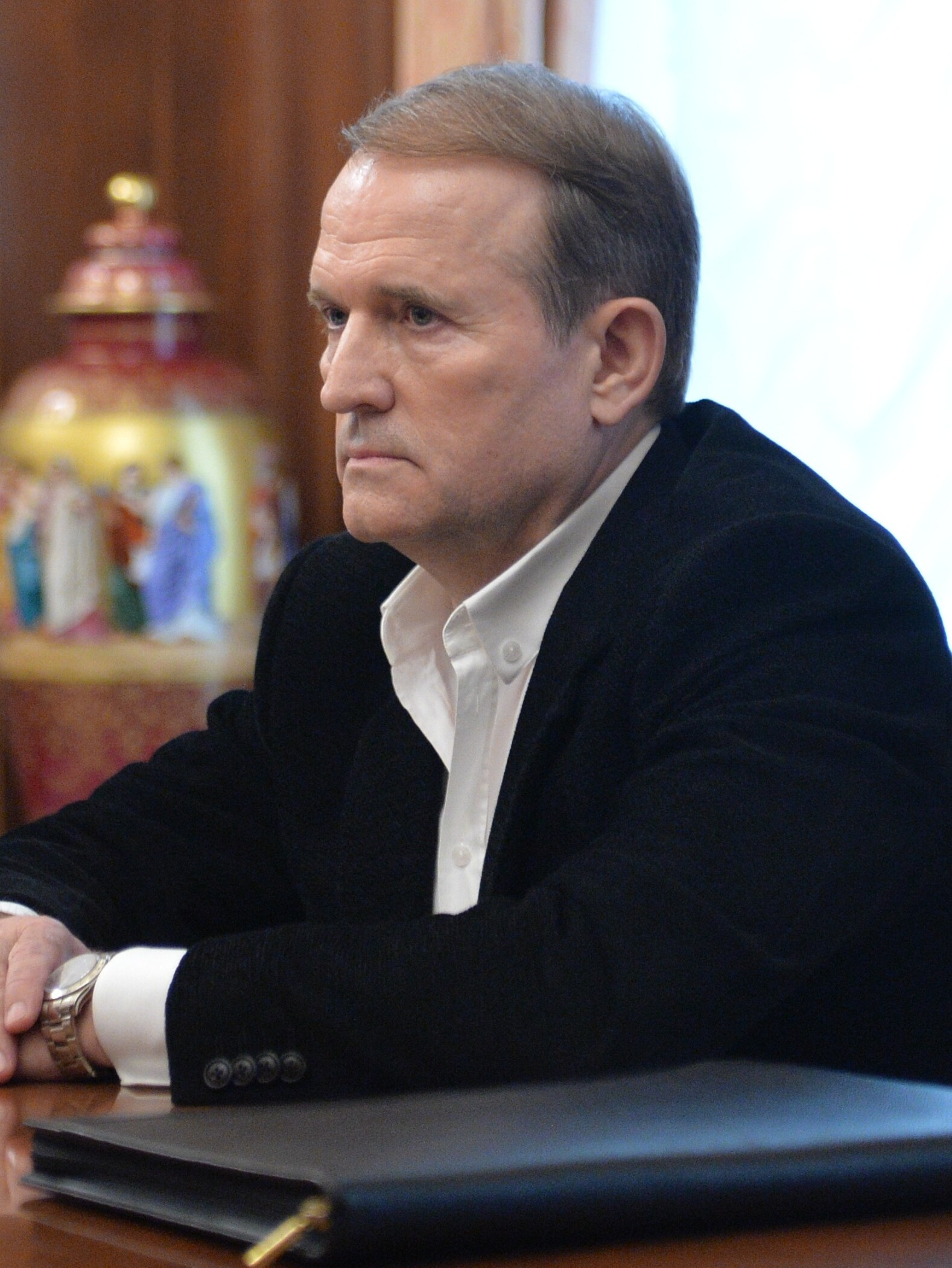
Віктор Медведчук
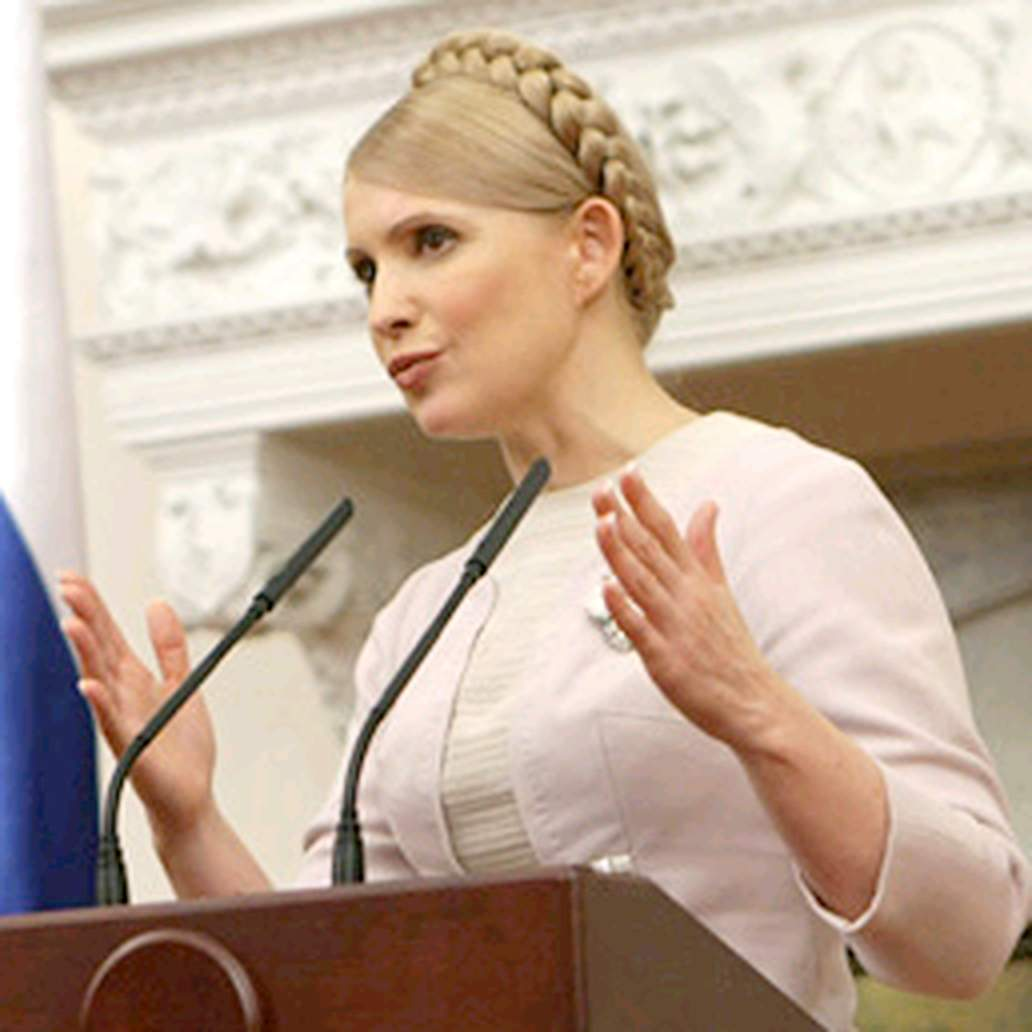
Юлія Тимошенко
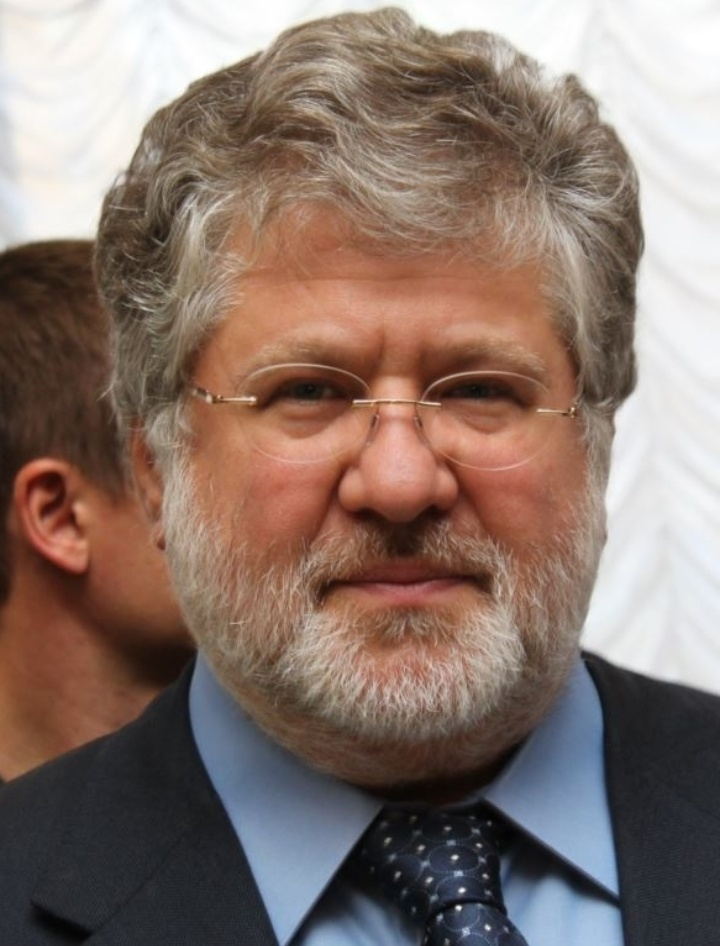
Ігор Коломойський
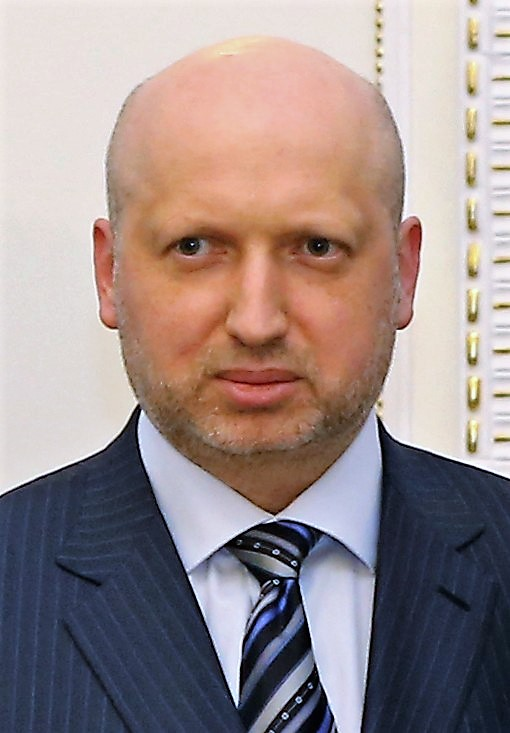
Олександр Турчинов

## Цілі
Чітких політичних цілей, крім особистого збагачення членів, клан не мав.[джерело?]

## Відгуки в пресі
- квітень 2012 року: «Версія про міжкланову боротьбу донецьких і дніпропетровських у минулому. Після вбивства Аксельрода дніпропетровського клану немає. Це було символічне вбивство. Сьогодні донецький клан контролює практично все — від Харкова до Львова.»[6]
- липень 2012 року: «Дніпропетровськ перетворюється потихеньку з фінансово-промислової столиці та кузні кадрів в повітове містечко. Повна глуш, на жаль, куди не хочуть їздити інвестори, магазини не хочуть тут відкривати свої представництва чи філії.»[7]
- Тарас Чорновіл заявив, що Юлія Тимошенко, яка в той момент фактично керувала країною, здала Крим та деякі східні області України Володимиру Путіну згідно їхньої домовленості[8][9].
- Андрій Ілларіонов, екс-радник президента Росії В. Путіна, вважає, що Юлія Тимошенко, Олександр Турчинов і Арсен Аваков своєю бездіяльністю і закликами не втручатися допомогли Росії захопити Донецьк, Луганськ і тимчасово анексувати Крим.[10]